# Beuvry-la-Forêt

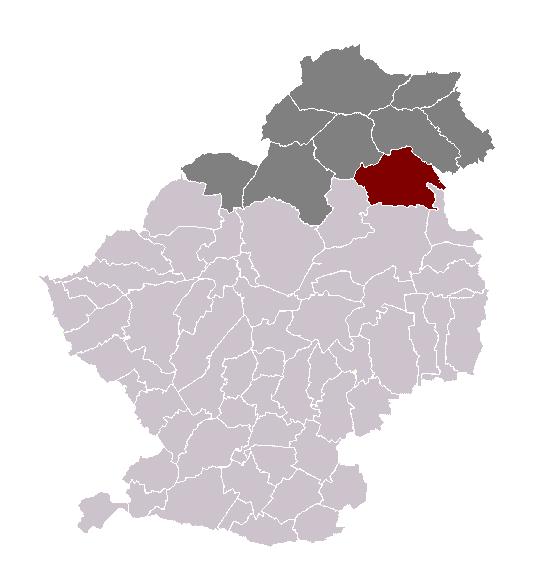
Localització de Beuvry-la-Forêt

Beuvry-la-Forêt és un municipi francès, situat a la regió dels Alts de França, al departament del Nord. L'any 2006 tenia 2.818 habitants. Limita al nord amb Landas, a l'est amb Sars-et-Rosières, al sud-est amb Tilloy-lez-Marchiennes, al sud amb Marchiennes, al sud-oest amb Bouvignies i al nord-oest amb Orchies.

## Demografia
| 1962                                       | 1968  | 1975  | 1982  | 1990  | 1999  | 2006  |
| ------------------------------------------ | ----- | ----- | ----- | ----- | ----- | ----- |
| 1.794                                      | 1.804 | 1.869 | 2.175 | 2.337 | 2.762 | 2.818 |
| Des de 1962: població sense dobles comptes |       |       |       |       |       |       |

## Administració
| Període   | Identitat        | Partit |
| --------- | ---------------- | ------ |
| 1977-2008 | André Ricquier   | PS     |
| 2008-     | Thierry Bridault |        |

## Geografia
Plantilla:Fronteres comunes